# Ыба (приток Лопью)
Ыба (Ыб) — река в России, протекает по территории Усть-Куломского района Республики Коми. Устье реки находится в 11 км по левому берегу реки Лопью. Длина реки составляет 48 км.

## Данные водного реестра
По данным государственного водного реестра России относится к Двинско-Печорскому бассейновому округу, водохозяйственный участок реки — Вычегда от истока до города Сыктывкар, речной подбассейн реки — Вычегда. Речной бассейн реки — Северная Двина.
Код объекта в государственном водном реестре — 03020200112103000014572.